# Paul A. Rothchild
Paul Allen Rothchild (ur. 18 kwietnia 1935, zm. 30 marca 1995) – amerykański producent muzyczny, działający w latach 60. i 70. Swoją karierę rozpoczął na folkowej scenie w Bostonie, wydając nagrania lokalnych artystów. W 1963 został producentem w Elektra Records.
Rothchild jest najbardziej znany jako producent wszystkich albumów The Doors z Jimem Morrisonem (oprócz ostatniego – L.A. Woman, kiedy to zrezygnował z produkcji po konflikcie z grupą co do kierunku ich muzyki).
Był także producentem albumów i singli artystów takich jak: Tom Paxton, Fred Neil, Tom Rush, Paul Butterfield Blues Band, The Lovin’ Spoonful, Tim Buckley, Love, Clear Light, Rhinoceros oraz Janis Joplin (m.in. wyprodukował jej ostatni album Pearl oraz singel Me and Bobby McGee).
W latach 70. wyprodukował debiutancki album zespołu The Outlaws dla wytwórni Arista Records, a także albumy Bonnie Raitt i soundtrack do filmu The Rose, który był luźno oparty na życiu Janis Joplin. Był także producentem soundtracku do filmu The Doors.
Zmarł w 1995 na raka płuc.